# Liviörivier
Liviörivier (Zweeds – Fins: Liviöjoki) is een rivier annex beek, die stroomt in de Zweedse  gemeente Pajala. De rivier verzorgt de afwatering van het Liviöjärvi. Ze stroomt naar het noorden en mondt even ten westen van Pajala uit in de Torne. Ze is 29780 meter lang.
Afwatering: Liviörivier → Torne → Botnische Golf